# Ribeira de Oeiras
A ribeira de Oeiras é uma ribeira portuguesa afluente da margem direita do Guadiana que atravessa os concelhos de Almodôvar e Mértola. Desagua no Guadiana em Mértola.
É um dos cursos de água mais longos do Alentejo.

## Principais afluentes
Na margem direita da foz para a nascente:
- Barranco das Escrujeiras
- Barranco da Aguçadeira
- Barranco das Lajes
- Barranco do Amado
- Barranco do Monte Novo
- Barranco do Lourenço
- Barranco da Fonte do Cão
- Barranco dos Fojos
- Barranco da Horta das Mouras

Na margem esquerda da foz para a nascente:
- Barranco da Corte da Velha
- Ribeira de Alvacar
- Barranco do A-do-Corgo
- Barranco das Neves
- Barranco das Oliveiras
- Ribeira de Curvatos ou Monte das Mestras

## Galeria

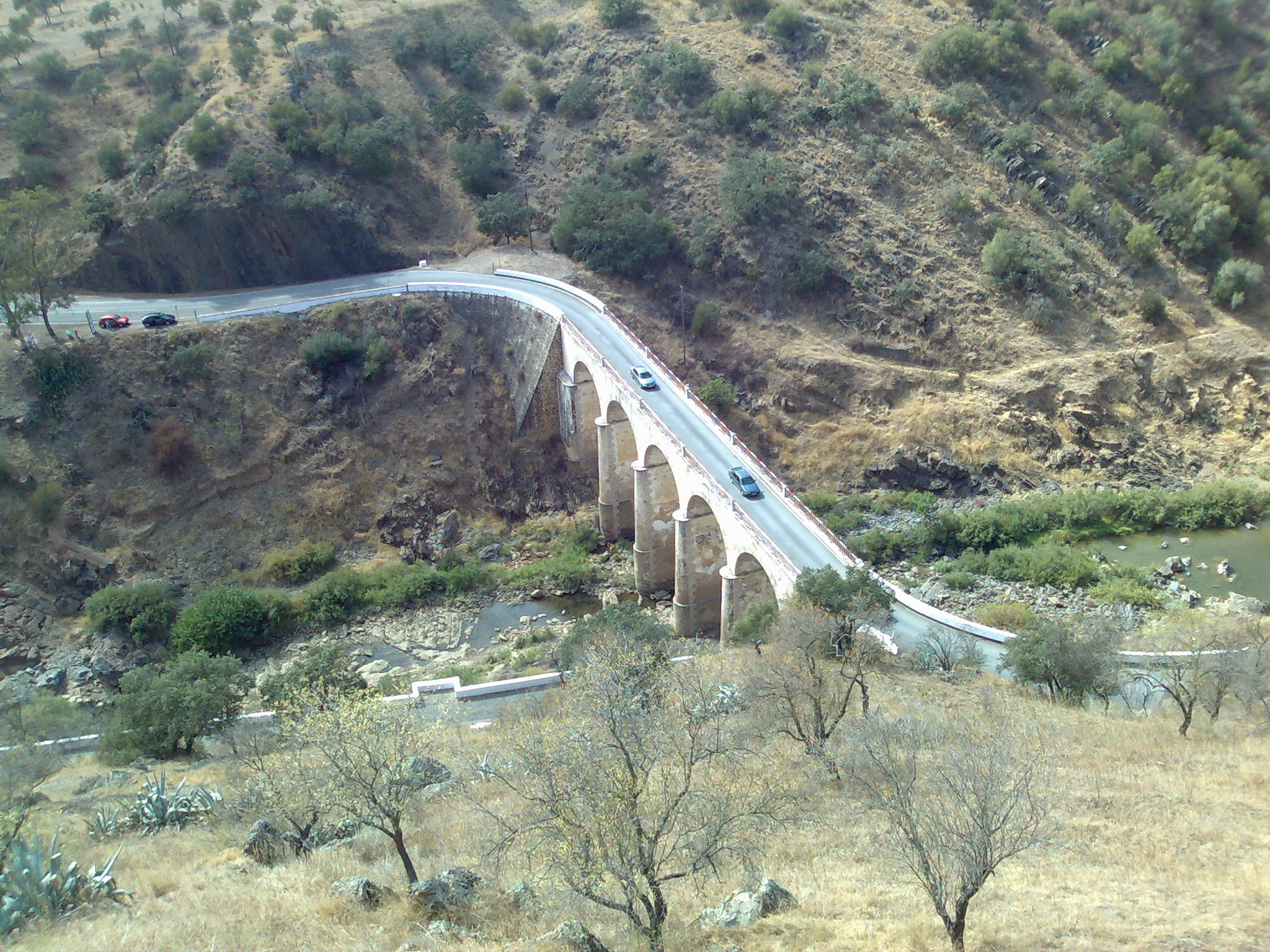
Ponte sobre a Ribeira de Oeiras
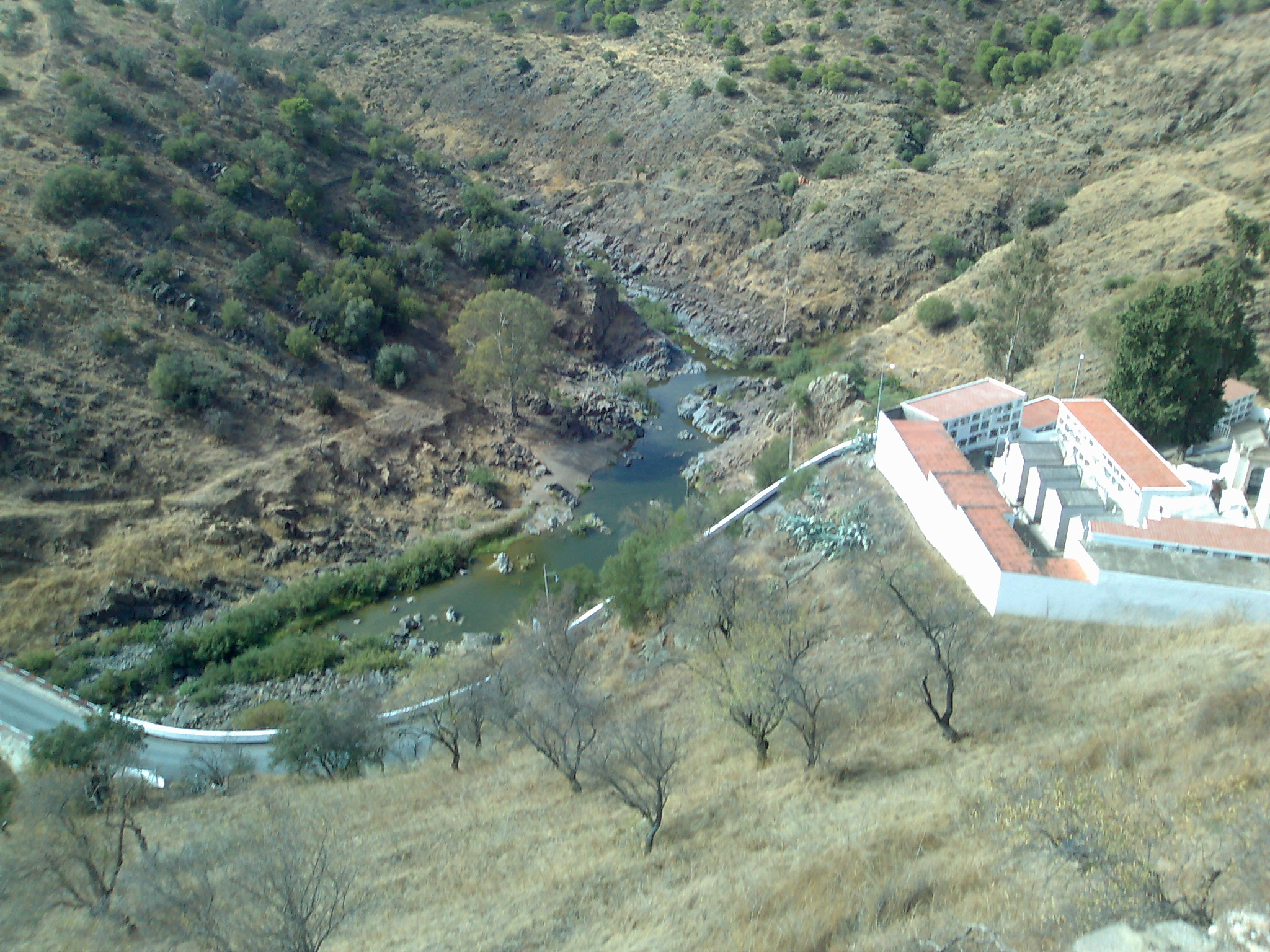
Vista perto da foz, em Mértola